# 용장활용
용장활용(冗長活用, 라틴어: Coniugatio periphrastica)은 라틴어의 특수한 동사 활용 형태로, 다음과 같이 형성한다.
용장활용을 이해하기 위해 "용장(冗長)"이라는 단어의 의미를 알기 위하여 국어사전에 "용장"을 찾으면 "글이나 말 따위가 쓸데 없이 길다"라는 의미를 가지고 있으며, "한가로울 용(冗)"과 "길 장(長)"이 합쳐진 단어이다. 따라서 "용장(冗長)"이라는 단어에는 "무언가 직설적으로 말 해야 하는 것을 길게 늘여 표현한다"라는 의미가 포함어 있다.
용장활용에서는 활용하고자 하는 원래 동사의 미래능동분사 혹은 미래수동분사 형태를 계사이자 존재동사인 sum(esse) 동사의 적절한 굴절 형태와 결합한다. 이러한 구문을 만들 경우 그 의미는 sum 동사의 시제를 기반으로 하여, '그 시점에서 가까운 미래에 대한 기대'를 표현하게 된다. 
능동태 용장활용에서는, 미래능동분사(-urus, -ura,  -urum)와 esse 동사를 활용하여 표현한다.
예를 들면, sum 동사의 현재 단수 1인칭 직설법 형태인 'sum'을 이용하여 다음과 같은 문장을 만들 수 있다.
- Te occisurus sum. →나는 곧 너를 살해하리라.

수동태 용장활용은 강한 당위나 의무를 표현하기 위해 사용되는 것으로, 이 같은 당위나 의무를 명령형 같은 직접적인 표현 대신 미래수동분사(Gerundivum, 당위분사, 동형용사; -ndus, -nda, -ndum)와 esse 동사를 활용해 간접적인 형태로 에둘러 표현하는 것으로 볼 수 있다.
- Occidendus sum. →나는 곧 살해당하리라.

이론적으로, sum 동사가 취할 수 있는 모든 시제에 대해 용장활용을 만드는 것이 가능하다. 이상의 형태를 조금 변형하여 예를 몇 가지 들어 보면 다음과 같다.
1. Eum occisuri fueritis. →너희는 곧 그를 살해할 것일 것이었으리라. - 능동태 직설법 미래완료 2인칭 복수
2. Imperatorem occisura esto! →그녀에게 항상 곧 황제를 살해하도록 하라! - 능동태 명령법 미래 3인칭 단수
3. Occidendus fuisti. →너는 곧 살해당했으리라. - 수동태 직설법 현재완료 2인칭 단수

일반적으로 이러한 형태를 영어로 직역할 때는 'be about to + 동사원형' 구문을 사용한다.

## 참고 문헌
- 성염, 〈27과, 동사 용장활용과 자립분사구〉, 《고전 라틴어》, 성바오로출판사, 2003.
- 오평호, 《라틴어 교본》, 연세대학교출판부, 2002.